# Liste des ministres finlandais des Transports et des Communications
Cet article liste les ministres du ministère finlandais des Transports et des Communications. 

## Présentation
Le plus souvent, il n'y a qu'un seul ministre, parfois le ministre principal est accompagné d'un deuxième misnistre chargé des questions de communication. 
La liste ci-dessous répertorie à la fois les ministres actuels et les ministres qui ont travaillé côte à côte au sein du ministère.
Avant la création du ministère des Transports et des Communications, les affaires du ministère appartenaient au ministère des Transports et des Travaux publics , qui en 1970 a été scindé en ministères des Transports et du Travail.

## Ministre principal
Le ministère des Transports et des Communications est dirigé par un ministre dont l'intitulé du poste, selon le nom du ministère, a été le ministre des Transports ou le ministre des Transports et des Communications. Dans certains cas, d'autres tâches, telles que les affaires municipales, peuvent être combinées avec les responsabilités du deuxième ministre,,.
| Ministre                                             | Période                 | Parti                   | Gouvernement            |
| Ministre des Transports                              | Ministre des Transports | Ministre des Transports | Ministre des Transports |
| ---------------------------------------------------- | ----------------------- | ----------------------- | ----------------------- |
| Paavo Aitio (1918–1989)                              | 1.3.1970–14.5.1970      | SKDL                    | Koivisto I              |
| Martti Niskala (1911–1984)                           | 14.5.1970–15.7.1970     | amm.                    | Aura I                  |
| Veikko Saarto (1934-)                                | 15.7.1970–26.3.1971     | SKDL                    | Karjalainen II          |
| Kalervo Haapasalo (1912–2002)                        | 26.3.1971–29.10.1971    | SDP                     | Karjalainen II          |
| Esa Timonen (1925–2015)                              | 29.10.1971–23.2.1972    | amm.                    | Aura II                 |
| Valde Nevalainen (1919–1994)                         | 23.2.1972–4.9.1972      | SDP                     | Paasio II               |
| Pekka Tarjanne (1937–2010)                           | 4.9.1972–13.6.1975      | LKP                     | Sorsa I                 |
| Esa Timonen (1925–2015)                              | 13.6.1975–30.11.1975    | amm.                    | Liinamaa                |
| Kauko Hjerppe (1926–1996)                            | 30.11.1975–29.9.1976    | SKDL                    | Miettunen II            |
| Ragnar Granvik (1910–1997)                           | 29.9.1976–15.5.1977     | RKP                     | Miettunen III           |
| Veikko Saarto (1934-)                                | 15.5.1977–26.5.1979     | SKDL                    | Sorsa II                |
| Veikko Saarto (1934-)                                | 26.5.1979–19.2.1982     | SKDL                    | Koivisto II             |
| Jarmo Wahlström (1938–2013)                          | 19.2.1982–31.12.1982    | SKDL                    | Sorsa III               |
| Reino Breilin (1928–2010)                            | 31.12.1982–6.5.1983     | SDP                     | Sorsa III               |
| Matti Puhakka (1945-2021)                            | 6.5.1983–30.11.1984     | SDP                     | Sorsa IV                |
| Matti Luttinen (1936–2009)                           | 1.12.1984–30.4.1987     | SDP                     | Sorsa IV                |
| Pekka Vennamo (1944-)                                | 30.4.1987–30.9.1989     | SMP                     | Holkeri                 |
| Raimo Vistbacka (1945-)                              | 1.10.1989–28.8.1990     | SMP                     | Holkeri                 |
| Ilkka Kanerva (1948-2022)                            | 28.8.1990–26.4.1991     | Kok.                    | Holkeri                 |
| Ole Norrback (1941-)                                 | 26.4.1991–13.4.1995     | RKP                     | Aho                     |
| Tuula Linnainmaa (1942)                              | 13.4.1995–1.4.1997      | Kok.                    | Lipponen I              |
| Matti Aura (1943–2011)                               | 2.4.1997–15.1.1999      | Kok.                    | Lipponen I              |
| Kimmo Sasi (1952-)                                   | 15.1.1999–15.4.1999     | Kok.                    | Lipponen I              |
| Olli-Pekka Heinonen (1964-)                          | 15.4.1999–1.9.2000      | Kok.                    | Lipponen II             |
| Ministre des Transports et des Communications        |                         |                         |                         |
| Olli-Pekka Heinonen (1964-)                          | 1.9.2000–4.1.2002       | Kok.                    | Lipponen II             |
| Kimmo Sasi (1952-)                                   | 4.1.2002–17.4.2003      | Kok.                    | Lipponen II             |
| Leena Luhtanen (1941-)                               | 17.4.2003–24.6.2003     | SDP                     | Jäätteenmäki            |
| Leena Luhtanen (1941-)                               | 24.6.2003–23.9.2005     | SDP                     | Vanhanen I              |
| Susanna Huovinen (1972-)                             | 23.9.2005–19.4.2007     | SDP                     | Vanhanen I              |
| Ministre des Transports                              |                         |                         |                         |
| Anu Vehviläinen (1963)                               | 19.4.2007–22.6.2011     | Kesk.                   | Vanhanen II             |
| Anu Vehviläinen (1963)                               | 19.4.2007–22.6.2011     | Kesk.                   | Kiviniemi               |
| Merja Kyllönen (1977-)                               | 22.6.2011–4.4.2014      | Vas.                    | Katainen                |
| Ministre des Transports et des Collectivités locales |                         |                         |                         |
| Henna Virkkunen (1972-)                              | 4.4.2014–24.6.2014      | Kok.                    | Katainen                |
| Paula Risikko (1960-)                                | 24.6.2014–29.5.2015     | Kok.                    | Stubb                   |
| Ministre des Transports et des Communications        |                         |                         |                         |
| Anne Berner (1964-)                                  | 29.5.2015–29.5.2019     | Kesk.                   | Sipilä                  |
| Ministre des Transports et des Collectivités locales |                         |                         |                         |
| Anu Vehviläinen (1963-)                              | 29.5.2019–6.6.2019      | Kesk.                   | Sipilä                  |
| Ministre des Transports et des Communications        |                         |                         |                         |
| Sanna Marin (1985)                                   | 6.6.2019–10.12.2019     | SDP                     | Rinne                   |
| Timo Harakka (1962-)                                 | 10.12.2019–20.06.2023   | SDP                     | Marin                   |
| Lulu Ranne (1971-)                                   | 20.06.2023–en cours     | PS                      | Orpo                    |

## Deuxième ministre
Le Gouvernement Vanhanen II a affecté les communications à Suvi Lindén ( Kok), qui a continué pendant le Gouvernement Kiviniemi
| Ministre                    | Période                     | Parti                       | Gouvernement                |
| Ministre des Communications | Ministre des Communications | Ministre des Communications | Ministre des Communications |
| --------------------------- | --------------------------- | --------------------------- | --------------------------- |
| Suvi Lindén (1962)          | 19.4.2007–22.6.2010         | Kok.                        | Vanhanen II                 |
| Suvi Lindén (1962)          | 22.6.2010–22.6.2011         | Kok.                        | Kiviniemi                   |

## Ministres à temps partiel
| Ministre                     | Période             | Parti | Gouvernement | Portefeuille                 | Responsabilités |
| ---------------------------- | ------------------- | ----- | ------------ | ---------------------------- | --------------- |
| Anna-Liisa Kasurinen (1940-) | 28.8.1990–26.4.1991 | SDP   | Holkeri      | Vice-ministre de l'éducation | Communications  |
| Krista Kiuru (1974-)         | 22.6.2011–24.5.2013 | SDP   | Katainen     | Logement et Communications   | Communications  |
| Pia Viitanen (1967-)         | 24.5.2013–4.4.2014  | SDP   | Katainen     | Logement et Communications   | Communications  |
| Krista Kiuru (1974-)         | 4.4.2014–24.6.2014  | SDP   | Katainen     | Éducation et Communication   | Communications  |
| Krista Kiuru (1974-)         | 24.6.2014–29.5.2015 | SDP   | Stubb        | Éducation et Communication   | Communications  |